# Gaston de Chasseloup-Laubat
Gaston de Chasseloup-Laubat, francoski dirkač, * 1867, Francija, † 20. november 1903, Pariz, Francija.
Gaston de Chasseloup-Laubat se je rodil leta 1867. 18. decembra 1898 je kot prvi dirkač uradno postavil kopenski hitrostni rekord, merjenje je organizirala revija La France Automobile, njegov dosežek pa je bil 63,13 km/h na enokilometrski progi v Acheresu. 17. januarja 1899 je Brandon Kesler izboljšal njegov rekord, toda še istega dne je de Chasseloup-Laubat premaknil rekordni znamko na 70,31 km/h. Deset dni za tem je rekord postavil Camille Jenatzy, 4. marca 1899 pa je de Chasseloup-Laubat še tretjič in zadnjič popravil rekord na 92,78 km/h, v vseh treh rekordnih poizkusih je uporabljal avtomobil na električni pogon. V sezoni 1899 je nastopil na svoji edini pomembnejši dirki Champigny-St.Germain, na kateri je v dobri konkurenci osvojil tretje mesto s Panhardom. Umrl je leta 1903 v Parizu.